# Субботин, Николай Александрович
Николай Александрович Субботин (1838—1901) — русский кораблестроитель, главный корабельный инженер Петербургского порта, инспектор кораблестроения (генерал-майор).

## Биография
Николай Александрович Субботин родился 6 октября 1838 года в Санкт-Петербургской губернии. Дворянин.
В 1857—1858 годах, после окончания Инженерного и артиллерийского училища морского ведомства, работал на достройке пароходофрегата «Смелый», в 1859 году — фрегата «Дмитрий Донской».
В 1861—1877 годах был строителем клиперов «Жемчуг» и «Алмаз», участвовал в постройке на Галерном острове первой в России железной плавучей броненосной батареи «Не тронь меня», на Гутуевском острове — мониторов «Стрелец» и «Единорог».
В 1871—1879 годах на заводе Русского общества механических и горных заводов (Охтинская верфь) наблюдал за постройкой первого в мире океанского броненосного крейсера «Генерал-Адмирал» и на Невском заводе клипера «Разбойник», строителем которых был П. А. Титов.
20 апреля 1883 года по решению Морского технического комитета капитан Н. А. Субботина был командирован за границу для ознакомления со всеми новшествами, применяемыми в судостроении развитых промышленных стран, в частности в Англии и Франции.
Летом 1883 года произведён в подполковники.
С 1883 по 1889 год являлся строителем корабля «Император Александр II» — первого в России мореходного броненосца. Официально достройку корабля окончили в декабре 1891 года, о чём строитель Н. А. Субботин и сообщил рапортом в Главный морской штаб и Морской технический комитет.
В 1888 году принимал участие в конкурсе на лучший проект нового броненосца «Гангут».
В 1884 году назначен инспектором кораблестроительных работ в Петербургском порту.
В 1886 году присвоено звание старший судостроитель. Назначен исполняющим должность главного корабельного инженера Петербургского порта, в 1891 году утверждён в данной должности.
В 1900 году произведён в инспекторы кораблестроения (звание, соответствующее чину генерал-майора).
Умер 3 мая 1901 года в Санкт-Петербурге, похоронен в Сергиевой пустыни, в фамильном захоронении с родителями.

## Семья
- Отец — Александр Феодосиевич (26.08.1808-8.02.1876), кавалер ордена Святого Георгия 4 степени.
- Мать — Александра Ивановна (23.12.1811-30.06.1888)
- Жена — Вера Александровна, содержательница частной гимназии для детей, состоящей под августейшим покровительством Ея Императорского Высочества Великой Княгини Ксении Александровны.